# One Piece 3D : À la poursuite du chapeau de paille
One Piece 3D : À la poursuite du chapeau de paille (ONE PIECE 3D: 麦わら チェイス, Wan Pisu 3D: Mugiwara Cheisu) est le onzième film basé sur le manga et l'anime One Piece, sorti au Japon le 19 mars 2011. Il est alors diffusé avec le premier film consacré au manga Toriko, au sein du Jump Heroes Film. Parmi les films One Piece, c'est le premier, et pour l'instant le seul, à être projeté en 3D. Sa durée est de seulement 31 minutes, ce qui fait de ce film le plus court de tous les films One Piece sortis à l'heure actuelle. Au Japon, le film est sorti en DVD et Blu-ray le 20 juillet 2011.
En France, le film a été projeté au cinéma avec deux séances, une par soir, au Forum des images à Paris le 6 et 7 juillet 2012.

## Synopsis
À bord du Thousand Sunny, la panique est totale ! Le chapeau de paille de Luffy a été volé par un étrange oiseau pendant la nuit. S'engage alors une course-poursuite entre l'équipage et le volatile pour le rattraper, ce qui leur fera croiser la route d'un vieux pirate solitaire...

## Dans la chronologie
Cette courte aventure peut s'intégrer dans la chronologie de la série. Elle se déroule entre les arcs Thriller Bark et Archipel Sabaody, certainement après l'affrontement entre les chapeaux de paille et Shiki le lion d'or dans le film 10, Strong World.

## Distribution
| Personnages       | Voix japonaises  |
| ----------------- | ---------------- |
| Monkey D. Luffy   | Mayumi Tanaka    |
| Roronoa Zoro      | Kazuya Nakai     |
| Nami              | Akemi Okamura    |
| Usopp             | Kappei Yamaguchi |
| Sanji             | Hiroaki Hirata   |
| Tony Tony Chopper | Ikue Ōtani       |
| Nico Robin        | Yuriko Yamaguchi |
| Franky            | Kazuki Yao       |
| Brook             | Chō              |